# Lee Myung-bak
Lee Myung-bak (19. prosinca 1941.), južnokorejski poduzetnik i političar, predsjednik Južne Koreje, 10. po redu.

## Životopis
Lee Myung-bak je rođen 19. prosinca 1941. godine u četvrti Hirano-ku japanskog grada Osake. Tamo mu je otac bio zaposlen na ranču stoke. Kad je Drugi svjetski rat završio, obitelj se vratila kući 1946. godine.
Njegovo obrazovanje nije teklo uobičajenim smjerom. Iako je pohađao osnovnu školu, pomagao je majci prodavati sladoled, kolače od pšeničnog brašna, tkanine, slatkiše, šibice i još mnogo stvari.
Pohađao je večernju školu i dobio srednjoškolsku maturu. Nakon toga krenuo je na sveučilište da bi završio fakultet. Danju je radio kao smetlar, a noću učio za prijemni ispit kojeg je položio i diplomirao poslovno upravljanje. Na fakultetu se uključio i u uličnu politiku. Natjecao se za mjesto predsjednika studentskog vijeća te je pobijedio. Poveo je proteste 1964. godine protiv normalizacije odnosa između Japana i Južne Koreje. Završio je u zatvoru na šest mjeseci, a njegov policijski dosje kasnije će mu odmoći kad bude tražio zaposlenje.
Priključio se Hyundai Groupu, tvrtki čiji će osnivač biti njegov mentor. To je bilo tijekom 1960-ih i 1970-ih godina, kada je u Republici Koreji na vlasti autoritarni general Park Chung-hee. Ipak događa se ekonomski bum i mnogi ljudi se uzdižu iz siromaštva.
U Hyundaiu je Lee radio 27 godina, godine 1977. postavši čak i predsjednik tvrtke.
Odlazeći iz gospodarskih voda, ostavio je tvrtku s više od 160,000 zaposlenih. Odlučio je ući u politiku.
Od 2002. do 2006. godine bio je gradonačelnik Seoula, te je na tom položaju proveo mnoge reforme.
Uveo je brze i čiste autobuse, te ponovno otkopao zatrpani potok, simbol grada.
Godine 2007. Velika nacionalna stranka istaknula ga je kao predsjedničkog kandidata.
Pobijedio je stranačke protukandidate, osvojivši nominaciju i kasnije položaj predsjednika države.
Međutim, odaziv birača je bio samo 60%, te je ukupan broj glasova bio manji nego što ih je osvojio njegov prethodnik Roh Moo-hyun pet godina prije.
Povezivan je s nizom afera, a spekulacijama oko nekretnina zgrnuo je 40 milijuna dolara bogatstva.
Jedna afera čak je prijetila da mu uskrati položaj, ali su dužnosnici njegove stranke zamolili Hyuna da uloži veto na istragu. Optuživali su njegove protivnike da mu podmeću. Dana 25. veljače 2013. godine podnio je ostavku predsjednika države, a naslijedila ga je Park Geun-hye koja je postala prva žena na čelu države.

## Privatni život
Lee je već dugo godina sretno oženjen, ima tri kćeri i sina.
Deklarirani je kršćanin i starješina u prezbiterijanskoj crkvi Somang u Seoulu.

## Vanjske poveznice
|  | Zajednički poslužitelj ima još gradiva o temi Lee Myung-bak |